# Better (canción de Regina Spektor)
«Better» es una canción de la cantautora Regina Spektor, incluida en su cuarto álbum de estudio Begin to Hope de 2006.

## Lírica y melodías
Como es habitual en las canciones de Spektor «Better» presenta sonidos modulados con la voz, en este caso similares a chasquidos que utiliza para hacer un pasaje.Se adaptó para radio.

### Críticas
Billboard habló de un coro «seductor», vocales «elegantes» en una melodía «humilde y atractiva» y elogió la destreza en el piano de Spektor. Una crítica de Allmusic asegura que la canción adapta el estilo de la cantante y la hace viable para transmitirse por radio. La revista Entertainment Weekly destacó la labor de Kahne en los arreglos de voz, los cuales describió como «elegantes» y «delicados», y comparó «Better» y «Fidelity» con el estilo la cantante Norah Jones.

## Video musical
Se grabaron dos videos musicales para «Better». El primero, estrenado en 2006, alcanzó las tres millones de reproducciones en Youtube. El segundo, publicado un año después, contó con la dirección de Marc Webb y superó las cinco millones de reproducciones, dejando al video más antiguo como la versión «alternativa».
En 2008 Webb recibió una nominación por el video de «Better» en la decimoséptima gala anual de los Music Video Production Association Awards (MVPA Awards) en la categoría mejor dirección de género alternativo. Los premios se orientan a destacar los logros de técnicos y productores de videos musicales.

## Rendimiento comercial y presencia cultural
Para 2009 las ventas del sencillo ascendían a 82 000 descargas de acuerdo con Nielsen SoundScan.
En los medios «Better» fue la cortina musical para una publicidad de la compañía de radio XM Satellite Radio. Se utilizó en el episodio «Happily Ever After» de la cuarta temporada de la comedia estadounidense How I Met Your Mother en 2008. Un año más tarde integró la banda sonora de la película  My Sister's Keeper. En 2016 apareció en el episodio final de la serie The Good Wife lo que provocó que la canción tuviera un súbito aumento en la cantidad de reproducciones, sobre todo desde Shazam. El 26 de mayo de ese año alcanzó el puesto 35 en la lista musical de Billboard Rock Digital Song Sales y se mantuvo allí una semana
«Better» integra el álbum compilatorio Songs for Tibet: The Art of Peace. Spotify la incluyó en su lista de reproducción temática de artistas nacionalizados estadounidenses que fueron refugiados.

## Formatos

### Estados Unidos
| Sencillo en vinilo de 7 pulgadas |                                        |          |  |
| N.º                              | Título                                 | Duración |  |
| 1.                               | «Lado A — Better (versión para radio)» | 3:00     |  |
| 2.                               | «lado B — Better (voz y piano)»        | 3:00     |  |

| Enhanced Music CD |                               |          |  |
| N.º               | Título                        | Duración |  |
| 1.                | «Better (versión para radio)» | 3:09     |  |

| CD  |                                         |          |  |
| N.º | Título                                  | Duración |  |
| 1.  | «Better (versión para radio)»           | 3:09     |  |
| 2.  | «Better (versión del álbum de estudio)» | 3:23     |  |

| Sencillo en formato AAC |                                                            |          |  |
| N.º                     | Título                                                     | Duración |  |
| 1.                      | «Better (piano y voz)» (Disponible también en Reino Unido) | 3:08     |  |

### Resto del mundo
| Australia — Sencillo promocional CD |          |          |  |
| N.º                                 | Título   | Duración |  |
| 1.                                  | «Better» | 3:11     |  |

| Reino Unido — Sencillo promocional CD |                               |          |  |
| N.º                                   | Título                        | Duración |  |
| 1.                                    | «Better (LPV)»                | 3:23     |  |
| 2.                                    | «Better (versión para radio)» | 3:11     |  |
| 3.                                    | «Better (voz y piano)»        | 3:07     |  |

| Reino Unido — Sencillo promocional CD |                            |          |  |
| N.º                                   | Título                     | Duración |  |
| 1.                                    | «Better (versión de radio» | 3:00     |  |

| Suecia — Sencillo promocional CD |          |          |  |
| N.º                              | Título   | Duración |  |
| 1.                               | «Better» | 3:09     |  |

- Fuente: Discogs[14]